# 夕ぎりゲーム学園
夕ぎりゲーム学園（ゆうぎりゲームがくえん）は、テレビ東京系列で2016年4月4日から6月27日まで月曜日18:25 - 18:55（JST）に放送されたゲーム情報バラエティ番組。全13回。

## 概要
夕方の夕食ぎりぎりの時間までゲームをしたくてゲーム大好きな方々が登校する、という学園形式のゲーム情報バラエティ。生徒会の三名が話す学園内は、コンピュータグラフィックスアートをバックにしたクロマキー合成。

### 時間割
1. eスポーツの時間
武井壮部長率いる「eスポーツ部」が、eスポーツを世の中に広めるにはどうすればいいか探る。eスポーツを極めると、武井部長の背中にeスポーツのトップランナーのゲストのサインが入った星がもらえる。
2. ホビー研究の時間
生徒会の三名が次世代ホビーで遊ぶ。
3. パズドラクロスの時間
漫画やテレビアニメでメディアミックスをしているコンピュータゲーム「パズドラクロス」の現場に三四郎らが突撃。コーナー終盤はエンディングも兼ねる。
三四郎の二人が「パズドラクロス」と叫びながら腕を交差させたら、コーナー開始の合図。
三四郎の二人が学園内でパズドラ部の報告をしている最中に下校のチャイム[4]が鳴り、川島が「そろそろ夕食の時間だ!!」または「帰らないと!」と言いながら区切り、降りコメントの挨拶。下校のチャイムが鳴ってから次回予告映像のエンディングテーマが流れるまでは、三四郎の二人にとっては不憫な時間でもある。

## 出演者

### 生徒会
※川島海荷（出演当時9nine）以外の2名はアメリカザリガニが声を充てる人型の2頭身パペット人形（だが、本人達は人間扱いを要求している）。
生徒会長ヨッちゃん
声 - 平井善之（アメリカザリガニ）
一人称は 「オレっち」。妄想が趣味で、興奮すると「ポー」という叫び声と共に口が閉じなくなり、ヨッちゃんの妄想の被害者でもある川島が口を閉じるのがお約束。ゲームが上手くあらゆるゲームに詳しいという理由で生徒会長に。
声を演じた平井は「ザリパイ先生」名義でパペット人形のキャラクターデザインも行う。
生徒会副会長テっちゃん
声 - 柳原哲也（アメリカザリガニ）
一人称は「ぼく」または「ぼくちん」。頭にねじがあり、他人がねじを巻かないと動けない。出っ歯で、歯が取れる場合がある。
転入生
川島海荷
一人称は「私」。

### eスポーツ部
部長武井壮
男子部員ヒロ（ボスマジック）、ヤス（ボスマジック）
ボスマジックの二人は下の名前の頭二文字でカタカナ表記
女子部員桜木みずも（SunFairies）
SunFairiesは、eスポーツ部ロケの初回ゲスト。桜木が正式に部員となるのは2016年4月11日放送分の第二回以降

### パズドラ部
パズドラクロス応援隊長あいだ（三四郎）、こみや（三四郎）
三四郎の二人の名前欄は苗字のみのひらがな表記
男子部員遼太郎
2016年4月25日放送分の第四回加入。ラップが特技。
女子部員日陽和
遼太郎と同じく、2016年4月25日放送分の第四回加入。テレビドラマわたしを離さないでの幼少期の大山珠世役でデビューした女優志望で、シチュエーションものまねが得意。

### ナレーター
日比愛子

## 放送局
| 放送期間               | 放送時間                           | 対象地域       | 放送局         | 備考   |
| ---------------------- | ---------------------------------- | -------------- | -------------- | ------ |
| 2016年4月4日 - 6月27日 | 月曜日18:25 - 18:55 （同時ネット） | 関東広域圏     | テレビ東京     | 製作局 |
|                        |                                    | 北海道         | テレビ北海道   |        |
|                        |                                    | 愛知県         | テレビ愛知     |        |
|                        |                                    | 大阪府         | テレビ大阪     |        |
|                        |                                    | 岡山県・香川県 | テレビせとうち |        |
|                        |                                    | 福岡県         | TVQ九州放送    |        |